# Two Princes
Two Princes è un singolo del gruppo musicale statunitense Spin Doctors, pubblicato il 13 aprile 1993 come secondo estratto dal primo album in studio Pocket Full of Kryptonite.
Il brano ha raggiunto la posizione n. 7 negli Stati Uniti, la n. 2 in Canada e terza posizione nel Regno Unito. È stato il singolo più rappresentativo del gruppo in ambito internazionale, infatti hanno ottenuto una nomination al Grammy Award per la migliore performance rock di un duo o gruppo.
È stato anche classificato 41º sulla classifica "100 canzoni più belle degli anni '90" di VH1; al contrario, è stato classificato 21º sulla selezione dei "50 brani peggiori" di Blender Magazine.

## Classifiche
| Classifica (1993)                            | Posizione |
| -------------------------------------------- | --------- |
| Australian ARIA Singles Chart                | 3         |
| Austrian Singles Chart                       | 5         |
| Canadian Singles Chart                       | 2         |
| Dutch Top 40                                 | 2         |
| French SNEP Singles Chart                    | 5         |
| German Singles Chart                         | 3         |
| Irish IRMA Singles Chart                     | 5         |
| Norwegian Singles Chart                      | 2         |
| Swedish Singles Chart                        | 1         |
| Swiss Singles Chart                          | 4         |
| UK Singles Chart                             | 3         |
| U.S. Billboard Hot 100                       | 7         |
| U.S. Billboard Hot Adult Contemporary Tracks | 24        |
| U.S. Billboard Hot Mainstream Rock Tracks    | 2         |
| U.S. Billboard Top 40 Mainstream             | 1         |